# Än finns det en värld
Än finns det en värld är en psalm av Olov Hartman, skriven 1980 till melodin O liv, som blev tänt av Gustaf Aulén från 1937. I sex strofer skildrar psalmen kyrkans framväxt och kamp.  

## Psalmen finns publicerad som
- Psalmer & visor 76/82 som nr 761 under rubriken "Kyrkan - Enhet".
- 1986 års ekumeniska psalmbok som nr 62 under rubriken "Kyrkan".
- Finlandssvenska psalmboken 1986 som nr 170 under rubriken "Kristi kyrka".